# دیولا هایسان
دیولا هایسان (مجاری: Gyula Hajszán؛ زادهٔ ۹ اکتبر ۱۹۶۱) بازیکن فوتبال اهل مجارستان بود.
از باشگاه‌هایی که در آن بازی کرده‌است می‌توان به باشگاه فوتبال دیوری ای‌تی‌او و باشگاه فوتبال دویسبورگ اشاره کرد.
وی همچنین در تیم ملی فوتبال مجارستان بازی کرده‌است.